# Derocalymma fuelleborni
Derocalymma fuelleborni är en kackerlacksart som beskrevs av Rehn, J. A. G. 1933. Derocalymma fuelleborni ingår i släktet Derocalymma och familjen jättekackerlackor.
Artens utbredningsområde är Tanzania. Inga underarter finns listade i Catalogue of Life.